# NGC 7245
NGC 7245 في الفهرس العام الجديد، هي مجرة، تقع في كوكبة العظاءة. اكتشفت في 14 أكتوبر 1787 بواسطة ويليام هيرشل.

## روابط خارجية
- NGC 7245 على موقع ويكي سكاي: DSS2, SDSS, GALEX, IRAS, Hydrogen α, X-Ray, Astrophoto, Sky Map, Articles and images